# Pronerice cymantis
Pronerice cymantis är en fjärilsart som beskrevs av William Schaus 1906. Pronerice cymantis ingår i släktet Pronerice och familjen tandspinnare. Inga underarter finns listade i Catalogue of Life.